# Robert Maudsley
Robert John Maudsley (26 de junio de 1953) es un asesino en serie británico responsable de los asesinatos de cuatro personas.
Cometió tres de estos asesinatos en prisión después de recibir una cadena perpetua por uno de sus crímenes. Los informes iniciales alegaban que se había comido parte del cerebro de uno de los tres hombres que asesinó en prisión, lo cual le ganó el apodo de "Aníbal el Caníbal" entre la prensa británica; sin embargo, la Comisión de Quejas de la Prensa recordó a los diarios nacionales que avisaran de que tales alegaciones eran falsas, según el informe de la autopsia. Maudsley es el preso británico que más tiempo lleva en confinamiento solitario.

## Biografía
Maudsley nació en Toxteth, cerca de Liverpool. Era el cuarto en una familia de doce hijos, los cuales sufrieron abusos por parte de sus padres. Pasó sus primeros años en Natzaret House (un orfanato religioso) en Crosby, Liverpool junto a sus tres hermanos mayores. A la edad de ocho años, los niños volvieron con sus padres y sufrió regularmente abusos físicos hasta que finalmente se les retiró la custodia.
A finales de los 60, como adolescente, Maudsley se dedicó a la prostitución en Londres, para mantener su drogadicción, siendo finalmente forzado a buscar ayuda psiquiátrica después de varios intentos de suicidio. Durante su charla con los doctores, recriminaba que oía voces diciéndole que matase a sus padres. Maudsley comentó a sus psiquiatras que fue violado por su padre en su niñez, quienes sospecharon que tales abusos físicos y sexuales pudieron haberle dejado secuelas psicológicas. En efecto, durante una entrevista el año 2003, Maudsley señaló que «si hubieran matado a mis padres en 1970, ninguna de esas personas hubiera muerto».

## Asesinatos
En marzo de 1974, mientras ejercía la prostitución, Maudsley golpeó y estranguló a John Farrell, de 30 años, un hombre que le había recogido para mantener relaciones, después de que éste le mostrara fotografías de los niños de los cuales había abusado sexualmente. Maudsley se entregó a la policía, diciendo que necesitaba atención psiquiátrica. 
Maudsley fue declarado no apto para ser juzgado y fue enviado al hospital de Broadmoor para criminales con problemas psicológicos. En 1977, Maudsley junto con el paciente David Cheeseman, que cumplía condena por la agresión y violación de una joven de 16 años, retuvieron a un tercer paciente, David Francis, un pederasta de 26 años quien había sido condenado por abusos a menores. Luego de encerrarlo en una celda, lo torturaron hasta la muerte durante un periodo de nueve horas. Después de este incidente, Maudsley fue condenado por torturas y enviado a la prisión de Wakefield.
Una tarde de 1978, Maudsley mató a dos prisioneros. En principio se había propuesto matar a siete. Su primera víctima fue Salney Darwood, de 46 años, condenado por la tortura y asesinato de su mujer. Darwood había estado dando clases de francés a Maudsley. El método fue el siguiente: había invitado a Darwood a su celda, donde lo golpeó con un garrote y finalmente lo acuchilló, para luego esconder su cuerpo bajo su cama. Intentó atraer a más prisioneros hacia su celda, pero todos rehusaron. Ante la negativa, Maudsley merodeó por el ala de la prisión hasta que acorraló y acuchilló a William Roberts, de 56 años, condenado por la agresión sexual a una niña de siete años, destrozando su cráneo con una daga casera y estrellando su cabeza contra la pared. Maudsley luego tranquilamente entró en la oficina del ala y colocó el arma homicida sobre la mesa del jefe de la sección, avisando que en la próxima llamada a lista faltarían dos.
Maudsley afirmó que sus víctimas eran violadores, pedófilos o delincuentes sexuales, y que esas son las personas para las que él representa una amenaza.

## Confinamiento solitario
En 1983, Maudsley fue considerado demasiado peligroso para una celda común. Ante ello, las autoridades de prisión construyeron una unidad de dos celdas en el sótano de Wakefield, con el objetivo de albergarlo para continuar su confinamiento. Actualmente, Maudsley se encuentra en una 'celda de vidrio', una unidad de dos habitaciones similar a la presentada en las películas de  Hannibal Lecter. Mide alrededor de 5,5 m de altura por 4,5 m de ancho. Las dos celdas presentan grandes ventanas antibalas para poder ser observado. Los únicos utensilios que tiene son una mesa y una silla, ambos hechos de cartulina comprimida. El lavabo y el fregadero están atornillados al piso mientras la cama es en realidad una losa.
Una puerta de acero sólida abre a una celda pequeña dentro de su confinamiento, fabricada con grueso Perspex, y que cuenta con una pequeña ranura en el fondo a través de la cual los guardias le pasan el alimento y otros elementos. Maudsley permanece en la celda durante veintitrés horas al día. La hora restante, correspondiente a su tiempo de ejercicio, es escoltado al patio por seis agentes de prisión. No se le permite el contacto con otros reclusos.
En marzo del 2000, Maudsley abogó sin éxito por una rebaja en los plazos de su solitario confinamiento, o para permitirle el suicidio mediante una cápsula de cianuro. También ha solicitado a un loro como mascota, lo cual fue igualmente desestimado.
En 2010, Maudsley hizo una petición para serle permitido jugar a juegos de mesa con el personal de la prisión para aliviar su aburrimiento en el confinamiento solitario.